# Augochlora cupraria
Augochlora cupraria är en biart som beskrevs av Heinrich Friese 1925. Augochlora cupraria ingår i släktet Augochlora och familjen vägbin. Inga underarter finns listade.